# RuPaul's Drag Race UK
RuPaul's Drag Race UK est une émission de télé-réalité de compétition britannique dérivée de RuPaul's Drag Race, créée en 2019 par Fenton Bailey, Randy Barbato et RuPaul, et produite par World of Wonder pour la BBC et WOW Presents Plus.
L'émission est un concours de drag queens au cours duquel est sélectionnée la « prochaine grande reine du drag britannique ». RuPaul y joue le rôle de présentatrice, de mentor et de juge principale. Chaque semaine, les candidates sont soumises à différents défis et sont évaluées par un groupe de juges, dont font partie RuPaul, Michelle Visage, l'un des deux juges tournants (Alan Carr et Graham Norton), et un ou plusieurs invités spéciaux, qui critique leur performance et leur progression. Le titre de l'émission est un jeu de mots entre « drag queen » et « dragster » ; le générique reprend également plusieurs éléments de la compétition automobile.
RuPaul's Drag Race UK s'étend sur six saisons et inspire de nombreuses émissions dérivées comme RuPaul's Drag Race: UK vs The World.
L'émission est un succès public et critique et est considérée comme jouant un rôle majeur dans la réédition de la chaîne BBC Three en février 2022,,. Elle entraîne également l'achat des droits de diffusion de Canada's Drag Race et de Drag Race Down Under par la BBC. Elle reçoit de nombreuses nominations aux National Television Awards après sa première saison.

## Format
Les appels à candidature pour participer à l'émission sont lancés en ligne et les candidates envoient une vidéo d'audition,.
Une saison de RuPaul's Drag Race UK se compose de plusieurs épisodes, au cours desquels les candidates s'affrontent dans différents défis. Chaque épisode est généralement conclu par l'élimination d'une candidate. Plus rarement, l'épisode peut comporter une double élimination, aucune élimination, une disqualification, un abandon volontaire ou le retrait d'une candidate pour des raisons médicales,,. Les candidates restantes à la fin des épisodes compétitifs prennent part à un épisode final au cours duquel est couronnée la gagnante de la saison.

### Mini et maxi défis

#### Mini défi
Certains épisodes présentent également un « mini défi », dont le prix peut être un avantage ou un bénéfice pour le maxi défi. Il consiste souvent en une tâche ordonnée aux candidates au début d'un épisode avec des prérequis et des limitations de temps. Certains mini défis sont répétés de saison en saison, comme une séance photo aux conditions insolites, ou le reading challenge, en hommage à Paris is Burning, consistant à jeter des piques humoristiques aux autres candidates.

#### Maxi défi
Chaque épisode contient un « maxi défi » qui teste les capacités des candidates dans plusieurs domaines de la performance de genre, comme le chant, le jeu d'acteur, la comédie, la danse ou la couture. Il peut s'agir d'un défi individuel ou d'un défi de groupe. Les thèmes des maxi défis sont très variés, mais sont souvent similaires de saison en saison : les candidates ont souvent pour défi de confectionner une ou plusieurs tenues selon un thème précis, parfois en utilisant des matériaux non conventionnels. D'autres défis se concentrent sur la capacité des candidates à se présenter face à une caméra, à se représenter sur de la musique ou humoristiques. Certains défis se répètent au fil des saisons. On retrouve ainsi dans presque chaque saison :
- le Snatch Game : une parodie du Match Game, un jeu télévisé américain, dans laquelle les candidates doivent imiter des célébrités ;
- un makeover challenge (« défi de relooking ») où les candidates doivent maquiller et habiller une autre personne ;
- un défi de design, où les candidates doivent créer une tenue à partir d'un thème ou de matériaux précis ;
- un Rusical (jeu de mots entre RuPaul et musical, « comédie musicale » en anglais), une comédie musicale parodique à thème.

### Défilé
Les candidates présentent ensuite lors d'un défilé, une tenue confectionnée par les candidates pour le défi ou d'une tenue au thème assigné aux candidates avant l'émission et annoncé au début de la semaine : cette tenue est généralement amenée au préalable par les candidates et n'est pas préparée dans l'atelier,.

### Critiques et conclusion
RuPaul et le panel de jurés critiquent les performances des candidates, délibèrent et annoncent la gagnante de la semaine ainsi que les candidates en danger d'élimination. Ces dernières doivent participer à un lip-sync for your life (« playback pour sauver sa peau ») ; la gagnante reste dans la compétition tandis que la perdante est éliminée,,.

## Jury
| Juge            | Saison     | Saison     | Saison     | Saison     | Saison     | Saison     |
| Juge            | 1          | 2          | 3          | 4          | 5          | 6          |
| --------------- | ---------- | ---------- | ---------- | ---------- | ---------- | ---------- |
| RuPaul          | Principale | Principale | Principale | Principale | Principale | Principale |
| Michelle Visage | Principale | Principale | Principale | Principale | Principale | Principale |
| Alan Carr       | Principal  | Principal  | Principal  | Principal  | Principal  | Principal  |
| Graham Norton   | Principal  | Principal  | Principal  | Principal  | Principal  | Principal  |

## Résumé des saisons
| Saison | Date de diffusion  | Date de diffusion  | Chaîne      | Gagnante        | Seconde(s)                   | Miss Congeniality(s) | Récompenses                                                                             |
| Saison | Première diffusion | Dernière diffusion | Chaîne      | Gagnante        | Seconde(s)                   | Miss Congeniality(s) | Récompenses                                                                             |
| ------ | ------------------ | ------------------ | ----------- | --------------- | ---------------------------- | -------------------- | --------------------------------------------------------------------------------------- |
| 1      | 3 octobre 2019     | 21 novembre 2019   | BBC iPlayer | The Vivienne    | Divina De Campo              | —                    | - Un voyage à Hollywood - Les droits d'une série originale produite par World of Wonder |
| 2      | 14 janvier 2021    | 18 mars 2021       | BBC iPlayer | Lawrence Chaney | Bimini Bon Boulash Tayce     | —                    | - Un voyage à Hollywood - Les droits d'une série originale produite par World of Wonder |
| 3      | 23 septembre 2021  | 25 novembre 2021   | BBC iPlayer | Krystal Versace | Ella Vaday Kitty Scott-Claus | —                    | - Un voyage à Hollywood - Les droits d'une série originale produite par World of Wonder |
| 4      | 22 septembre 2022  | 24 novembre 2022   | BBC Three   | Danny Beard     | Cheddar Gorgeous             | —                    | - Un voyage à Hollywood - Les droits d'une série originale produite par World of Wonder |
| 5      | 28 septembre 2023  | 30 novembre 2023   | BBC Three   | Ginger Johnson  | Michael Marouli              | —                    | - Un voyage à Hollywood - Les droits d'une série originale produite par World of Wonder |
| 6      | 26 septembre 2024  | 27 novembre 2024   | BBC Three   | Kyran Thrax     | La Voix                      | Charra Tea           | - 25 000 livres sterling                                                                |

### Diffusion sur BBC iPlayer: saisons 1 à 3(2019–2021)

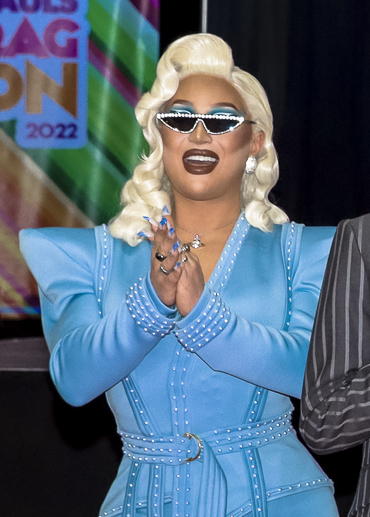
The Vivienne, gagnante de la première saison.
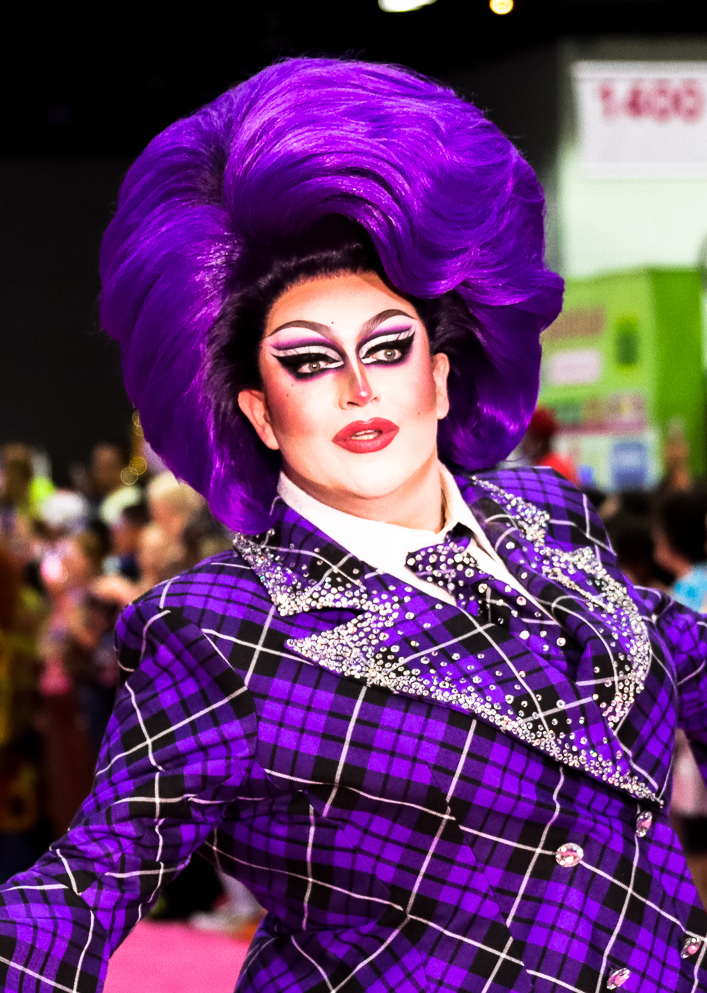
Lawrence Chaney, gagnante de la deuxième saison.
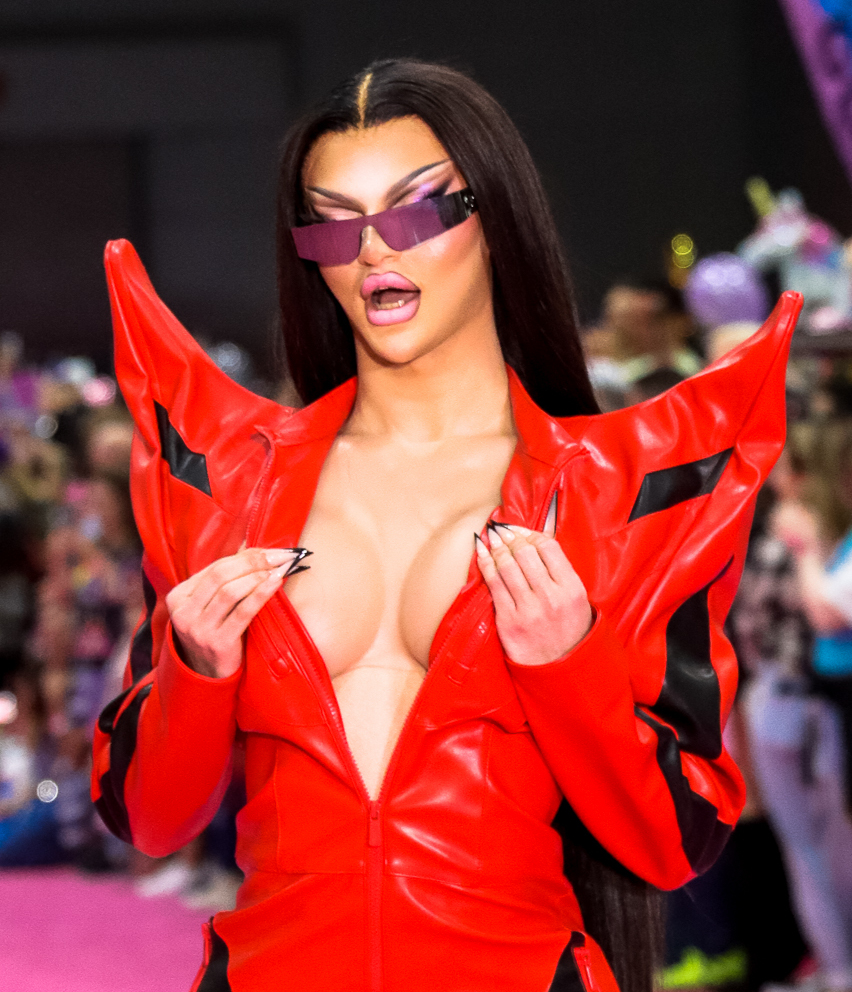
Krystal Versace, gagnante de la troisième saison.

La première saison de RuPaul's Drag Race UK est diffusée pour la première fois du 3 octobre 2019 au 21 novembre 2019 sur BBC iPlayer. Le casting est composé de dix candidates. La gagnante de la saison est The Vivienne, avec Divina De Campo comme seconde.
Le 5 janvier 2025, le décès de The Vivienne est annoncé par ses proches.
La deuxième saison de RuPaul's Drag Race UK est diffusée pour la première fois du 14 janvier 2021 au 18 mars 2021 sur BBC iPlayer. Le casting est composé de douze candidates. Le tournage de la saison est fortement marquée par la pandémie de Covid-19. La gagnante de la saison est Lawrence Chaney, avec Bimini Bon Boulash et Tayce comme secondes.

Le 23 septembre 2022, le décès de Cherry Valentine le 18 septembre est annoncé par ses proches.
La troisième saison de RuPaul's Drag Race UK est diffusée pour la première fois du 23 septembre 2021 au 25 novembre 2021 sur BBC iPlayer. Le casting est composé de douze candidates. La gagnante de la saison est Krystal Versace, avec Ella Vaday et Kitty Scott-Claus comme secondes.

### Diffusion sur BBC Three: saisons 4 à 6(depuis 2022)

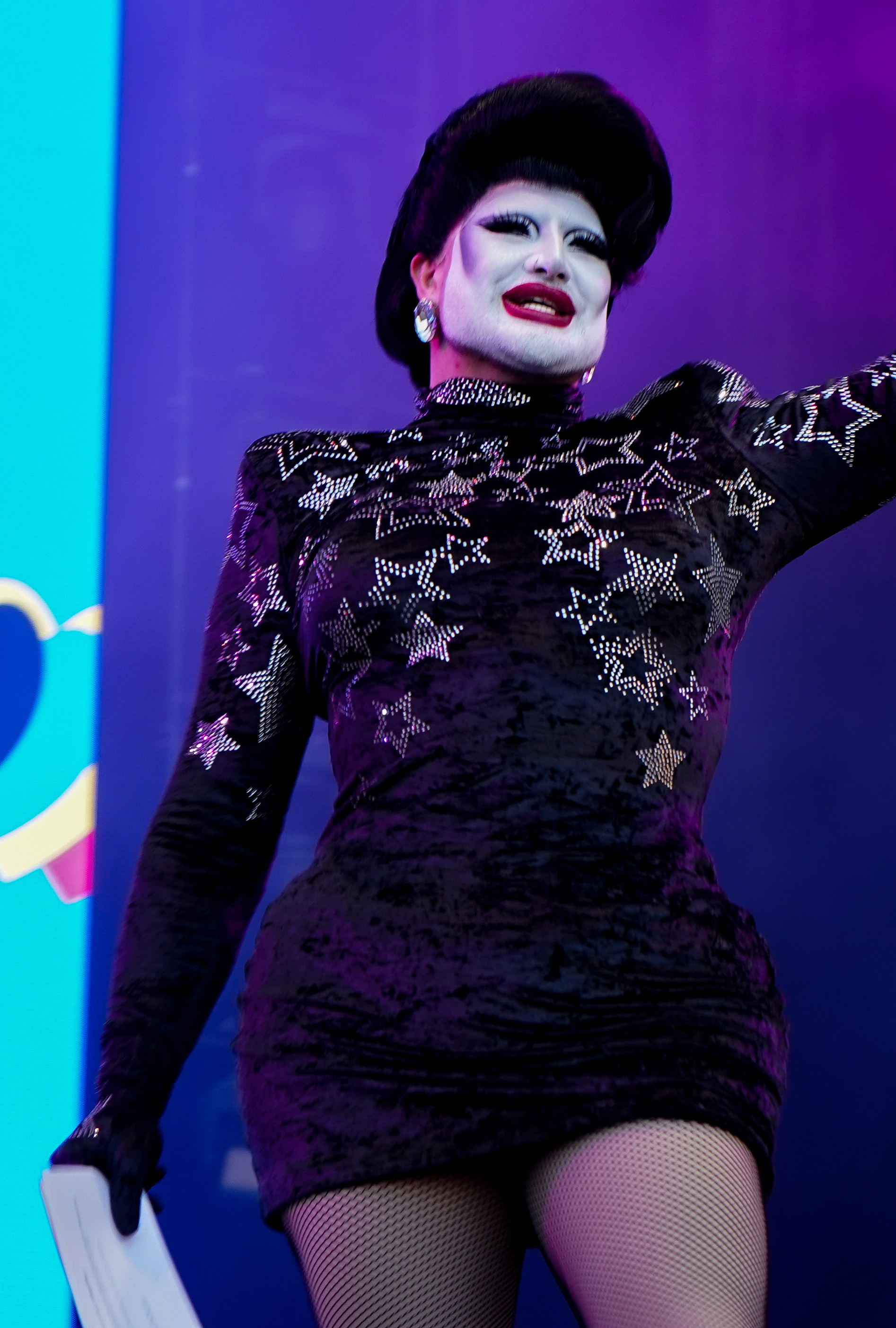
Danny Beard, gagnante de la quatrième saison.

La quatrième saison de RuPaul's Drag Race UK est diffusée pour la première fois du 22 septembre 2022 au 24 novembre 2022 sur BBC Three. Le casting est composé de douze candidates. La gagnante de la saison est Danny Beard, avec Cheddar Gorgeous comme seconde.
La cinquième saison de RuPaul's Drag Race UK est diffusée pour la première fois du 28 septembre 2023 au 30 novembre 2023 sur BBC Three. Le casting est composé de dix candidates. La gagnante de la saison est Ginger Johnson, avec Michael Marouli comme seconde.
La sixième saison de RuPaul's Drag Race UK est diffusée pour la première fois du 26 septembre 2024 au 27 novembre 2024 sur BBC Three. Le casting est composé de dix candidates et la récompense est fixée à 25 000 livres sterling : il s'agit de la première saison de la franchise à proposer une récompense monétaire à la gagnante. La gagnante de la saison est Kyran Thrax, avec La Voix comme seconde.

## Candidates
À l'heure actuelle, six saisons ont été diffusées et 56 candidates ont concouru dans RuPaul's Drag Race UK. Les six gagnantes de l'émission sont, par ordre chronologique, The Vivienne, Lawrence Chaney, Krystal Versace, Danny Beard, Ginger Johnson et Kyran Thrax.

## Programmes dérivés

### RuPaul's Drag Race: UK vs The World
Le 21 décembre 2021, World of Wonder annonce la création de RuPaul's Drag Race: UK vs The World, une série dérivée inspirée de RuPaul's Drag Race All Stars et diffusée à partir du 1er février 2022 pour coïncider avec la réédition de la chaîne de télévision BBC Three. La première saison inclut d'anciennes candidates de RuPaul's Drag Race UK et d'émissions internationales comme RuPaul's Drag Race, Canada's Drag Race, Drag Race Holland et Drag Race Thailand : il s'agit de la première saison de la franchise à présenter une saison composée de candidates venant de différentes émissions internationales,. Blu Hydrangea, candidate de la première saison de RuPaul's Drag Race UK, en est déclarée gagnante.
La deuxième saison de RuPaul's Drag Race: UK vs The World est annoncée en décembre 2023, et est remportée par Tia Kofi, candidate de la deuxième saison de RuPaul's Drag Race UK.
À la suite du succès de l'émission, Canada's Drag Race annonce également son émission dérivée, Canada's Drag Race: Canada vs The World.